# بالگردگاه نوگاتسیاک
بالگردگاه نوگاتسیاک (به انگلیسی: Nuugaatsiaq Heliport) یک فرودگاه همگانی است . این فرودگاه در کشور گرینلند قرار دارد .